# Anapamea
Anapamea là một chi bướm đêm thuộc họ Noctuidae.